# Lista de pinturas de Diogo Teixeira

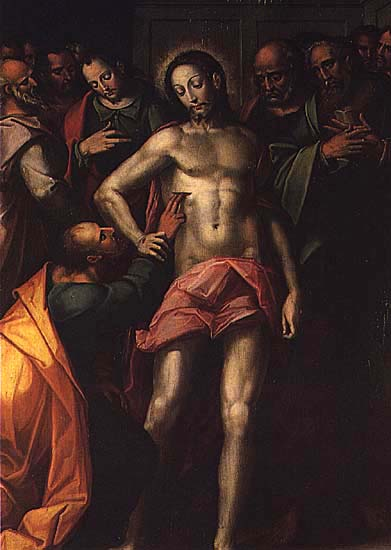
Incredulidade de S. Tomé, 1595-1597 (Museu de Arouca.)

Esta é uma lista de pinturas de Diogo Teixeira, lista não exaustiva das pinturas deste artista, mas tão só das que se encontram registadas na Wikidata.
A lista está ordenada pela data de criação de cada pintura. Existem obras para as quais não foi ainda registada a data precisa de criação aparecendo apenas como tendo sido no século conhecido surgindo no final da lista.
Como nas outras listas geradas a partir da Wikidata, os dados cuja designação se encontra em itálico significa que apenas têm ficha na Wikidata, não tendo ainda artigo próprio criado na Wikipédia.
Segundo o historiador Vítor Serrão, "Diogo Teixeira (1540-1612) é uma das personalidades artísticas – e  por certo uma das mais produtivas – do ciclo maneirista nacional, nessa derradeira fase dominado pelo cânone da Contra‑Maniera tridentina. Juntamente com os pintores régios Francisco Venegas e Fernão Gomes, Diogo Teixeira distinguiu-se na Lisboa do seu tempo por uma maneira muito pessoal e inconfundível, que tornou os seus modelos muito populares e seguidos por epígonos e imitadores."
| Imagem | Título                                                   | Data        | Retrata                                          | Coleção                                                                | Descrito em |
| ------ | -------------------------------------------------------- | ----------- | ------------------------------------------------ | ---------------------------------------------------------------------- | ----------- |
|        | Martírio de São Brás                                     | 1580        | Brás de Sebaste martírio                         | Museu Municipal de Óbidos                                              |             |
|        | Martírios de São Brás                                    | 1580        | Brás de Sebaste martírio                         | Museu Municipal de Óbidos                                              |             |
|        | Martírios de São Brás                                    | 1580        | martírio Brás de Sebaste                         | Museu Municipal de Óbidos                                              |             |
|        | Retábulo da Capela-mor da Igreja da Luz de Carnide       | 1590        |                                                  | Convento de Nossa Senhora da Luz                                       |             |
|        | Visitação                                                | 1590        | Visitação                                        | Convento de Nossa Senhora da Luz                                       |             |
|        | Adoração dos Pastores                                    | 1590        | Adoração dos Pastores                            | Convento de Nossa Senhora da Luz                                       |             |
|        | São Bernardino de Siena e São Boaventura                 | 1591        | São Bernardino de Siena Boaventura de Bagnoregio | Museu de Arte Sacra do Funchal                                         |             |
|        | Anunciação                                               | 1591        | Anunciação                                       | Museu da Misericórdia do Porto                                         |             |
|        | Visitação                                                | 1591        | Visitação                                        | Museu da Misericórdia do Porto                                         |             |
|        | Adoração dos Pastores                                    | 1591        | Adoração dos Pastores                            | Museu da Misericórdia do Porto                                         |             |
|        | Sagrada Família                                          | 1594        | Sagrada Família                                  | Convento de Nossa Senhora da Luz                                       |             |
|        | Incredulidade de São Tomé                                | 1596        | Dúvida de Tomé                                   | Mosteiro de Arouca                                                     |             |
|        | O Martírio de Santa Úrsula e das Onze Mil Virgens        | século XVI  | Santa Úrsula                                     | Igreja do antigo Convento da Madre de Deus                             |             |
|        | Nossa Senhora da Estrela, dos Navegantes ou da Esperança | 1601        | Virgem Maria Jesus anjo                          | Museu de Arte Sacra do Funchal                                         |             |
|        | Pentecostes                                              | século XVII |                                                  | Igreja Matriz do Montijo, também denominada «Igreja do Espírito Santo» |             |

∑ 15 items.